# Le Cycle épique des Taïra et des Minamoto
Le Cycle épique des Taïra et des Minamoto est une collection qui rassemble la traduction de trois œuvres majeures de la littérature japonaise, Le Dit de Hôgen (Hōgen monogatari), Le Dit de Heiji (Heiji monogatari) et enfin Le Dit des Heike (Heike monogatari). Ces traductions sont l'œuvre du célèbre japonologue René Sieffert. Elles ont été éditées en deux ouvrages aux Publications orientalistes de France, plus connues sous le nom de P.O.F.
Le Cycle épique des Taïra et des Minamoto a été réalisé entre 1976 et 1993. Il représente un travail de traduction considérable qui aura duré plus de quinze ans.
René Sieffert offre là au lecteur francophone les œuvres qui sont au fondement de la littérature japonaise et qui ont joué un rôle essentiel dans l'évolution de la langue, des lettres et de la civilisation du Japon dans son ensemble.

## Sources
- Le Dit de Hōgen, Le Dit de Heiji, trad. René Sieffert, Publications orientalistes de France, rééd. Verdier/poche.
- Le Dit des Heike, trad. René Sieffert, Publications orientalistes de France, rééd. Verdier/poche.